# Бургерс Зоо

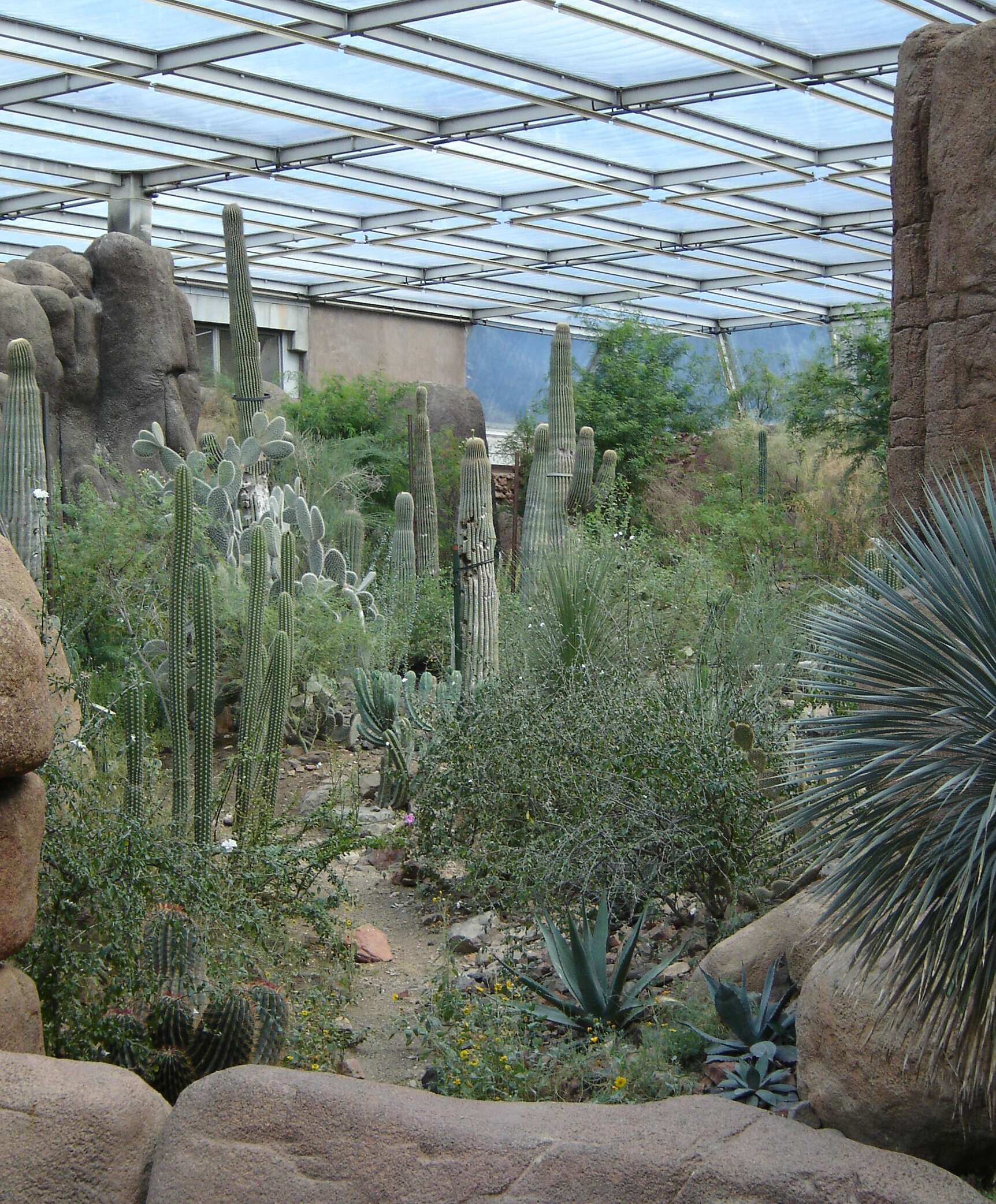
Воссозданная пустыня в Бургерс Дезерт

Бургерс Зоо (нид. Burgers’ Zoo) — зоопарк в городе Арнем, Нидерланды, один из крупнейших в стране. Бургерс Зоо ежегодно посещают около 1,5 миллионов человек.

## История
Зоологический сад в Арнеме был создан предпринимателем Иоханом Бургерсом в 1913 году на территории общины Монтферланд в провинции Гелдерланд, на востоке Нидерландов. Здесь тогда разместилось его частное собрание диких животных, открытое для посещений публики. Так как зоопарк находился на значительном расстоянии от окружающих населённых пунктов, в 1923 году он был перенесён ближе к городу Арнем, центру провинции Гелдерланд, и при этом значительно расширил свою площадь. Благодаря столь крупному увеличению территории появилась возможность создать свободные вольеры для животных, под открытым небом, в котором хищники содержались уже не в клетках — этот способ содержания диких животных в неволе был применён в Нидерландах впервые. Во время Второй мировой войны зоопарк серьёзно пострадал, особенно в результате боёв в битве за Арнем в сентябре 1944 года. Многие животные погибли, были разрушены практически все вольеры. После войны были проведены сложные и многочисленные восстановительные работы по воссозданию и перепланировке зоопарка. В 1968 году здесь открывается первый на континентальной части Европы Сафари-парк, в 1971 — «Земля шимпанзе», затем — отдельная территория горилл и «Лес волков», а также павильоны с животным и растительным миром джунглей Африки и Юго-Восточной Азии, вольеры для птиц.

## Структура зоопарка
В настоящее время зоопарк занимает площадь в более, чем 45 гектаров, на которых проживают более чем 3 тысячи животных. Значительная территория отведена под Сафари-парк, который, впрочем, закрыт для проезда туристических автобусов и автомобилей. Посетители могут наблюдать за хищниками со специально оборудованных холмов и мостиков. Часто посещаем также павильон джунглей величиной в 1,5 гектара, населённый животными и растениями тропической Африки. Также здесь разбит заповедный парк, отражающий природу засушливой, пустынной природного ареала Аризоны и северной Мексики. В 2000 году был открыт океанариум, состоящий из 11 бассейнов ёмкостью в 8 миллионов литров морской воды. Посетители имеют возможность через прозрачное гигантское стекло наблюдать жизненные процессы подводного мира. Построен также павильон мангровых джунглей, с его редкими обитателями — морскими коровами, и собранием порхающих внутри тропических бабочек.

## Дополнения
- Сайт Бургерс Зоо
- Фотографии из Burgers’ Zoo